# 岭底乡
岭底乡，是中华人民共和国山西省吕梁市交城县下辖的一个乡镇级行政单位。2021年5月28日，撤销岭底乡，分别并入天宁镇、水峪贯镇、洪相乡。将原岭底乡的岭底、石家庄、马庄、塔梭、竖石佛、窑底、山庄头、歇马头、寨上、前火山、后火山11个村委会划归天宁镇管辖，将圪垛、峁底2个村委会划归水峪贯镇管辖，将横头村委会划归洪相镇管辖。

## 行政区划
岭底乡下辖以下地区：
岭底村、石家庄村、马庄村、东雷庄村、竖石佛村、窑底村、光足村、圪垛村、圪洞村、前火山村、后火山村、寨上村、东坡村、山怀村、申家圪垛村、峁底村、上庄头村、横头村、前庄村、歇马头村、山庄头村、塔梭村和窑儿头村。